# Kanton Saint-Malo-Nord
Der Kanton Saint-Malo-Nord war von 1967 bis 2015 ein französischer Wahlkreis im Arrondissement Saint-Malo, im Département Ille-et-Vilaine und in der Region Bretagne.

## Geschichte
Der Kanton entstand 1967 durch die Aufspaltung des bisherigen Kantons Saint-Malo in zwei Kantone. 2015 wurde der Kanton aufgelöst. Er bestand aus dem nördlichen Teil der Stadt Saint-Malo. 

## Lage
Der Kanton lag im Nordwesten des Départements Ille-et-Vilaine. 

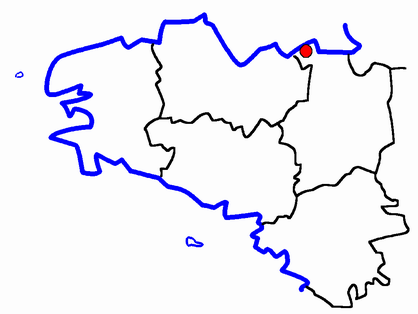
Lage des Kantons Saint-Malo-Nord innerhalb der Bretagne

## Politik
Der Kanton hatte bis zu seiner Auflösung folgende Abgeordnete im Rat des Départements:  
| Vertreter im conseil général des Départements | Vertreter im conseil général des Départements | Vertreter im conseil général des Départements |
| Amtszeit                                      | Name                                          | Partei                                        |
| --------------------------------------------- | --------------------------------------------- | --------------------------------------------- |
| 1967–1970                                     | Jean Videment                                 | Rad.                                          |
| 1970–197.                                     | Ernest Pinçon                                 | DVD                                           |
| 197.–1982                                     | M. Morvan                                     | DVD                                           |
| 1982–1994                                     | Louis Chopier                                 | PS                                            |
| 1994–2015                                     | Catherine Jacquemin                           | UDF, dann UDI                                 |